# Quatro Mares
Os Quatro Mares (chinês: 四海; pinyin: Sìhǎi) eram quatro corpos de água que metaforicamente constituíam os limites da China antiga. Há um mar para cada uma das quatro direções cardeais. O Mar Ocidental é o Lago Chingai, o Mar Oriental é o Mar da China Oriental, o Mar do Norte é o Lago Baical e o Mar do Sul é o Mar da China Meridional. Dois dos mares eram simbólicos até serem ligados a locais genuínos durante as guerras da dinastia Hã com os Xiongnu. As terras "dentro dos Quatro Mares", um nome literário para a China, são mencionadas na literatura e na poesia chinesas.

## História

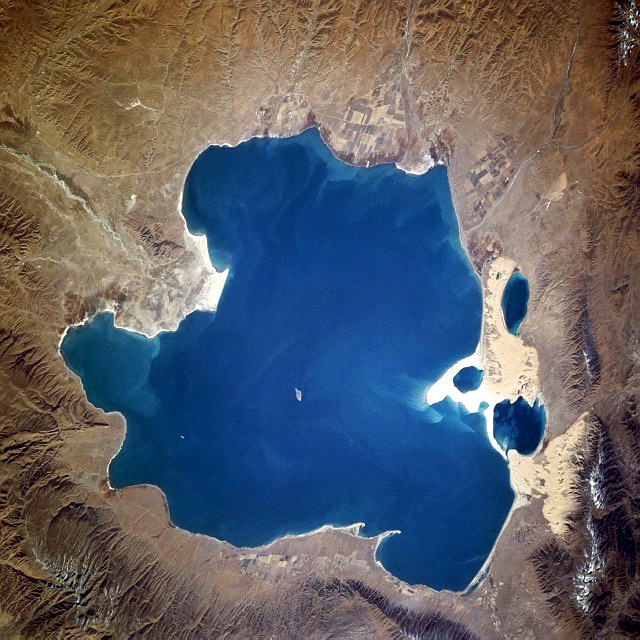
Lago Chingai, Mar Ocidental

Os Quatro Mares originais eram uma metáfora para as fronteiras da China pré-dinastia Hã. Apenas dois dos Quatro Mares estavam ligados a locais reais, o Mar do Leste com o Mar da China Oriental e o Mar do Sul com o Mar da China Meridional. Durante a dinastia Hã, as guerras com os Xiongnu os trouxeram para o norte, para o Lago Baical. Eles registraram que o lago era um "mar enorme" (hanhai) e o designaram como o mítico Mar do Norte. Eles também encontraram o Lago Chingai, que eles chamam de Mar Ocidental, e os lagos Lop Nur e Bostangue em Sinquião. A dinastia Hã expandiu-se para além do tradicional Mar Ocidental e alcançou o lago Balcache, a fronteira mais ocidental do império e o novo Mar Ocidental da dinastia. Expedições foram enviadas para explorar o Golfo Pérsico, mas não foram adiante. A expansão militar da dinastia terminou em 36 a.C. após a Batalha de Chichi.
Escritores e artistas chineses muitas vezes aludiam aos Quatro Mares. Jia Yi, em um ensaio que resumiu o colapso da dinastia Chim, escreveu que embora o Estado de Chim tenha conseguido "embolsar tudo dentro dos Quatro Mares e engolir tudo em todas as Oito Direções", seu governante "carecia de humanidade e retidão; porque preservar o poder difere fundamentalmente de tomar o poder". A metáfora também é referenciada no ditado chinês "somos todos irmãos dos Quatro Mares", um provérbio com tendências utópicas. A letra de uma popular canção folclórica da dinastia Hã exalta que "dentro dos Quatro Mares, somos todos irmãos e ninguém pode ser considerado estranho!"